# Fregattvögel
Die Fregattvögel (Fregatidae bzw. Fregata) sind eine in den Tropen und Subtropen verbreitete Familie und Gattung von Hochseevögeln aus der Ordnung Suliformes. Bekannt sind sie für den aufblasbaren roten Kehlsack der Männchen sowie ihre Fähigkeit, andere Vögel zu attackieren und ihnen die Beute abzujagen (Kleptoparasitismus). Von diesem Verhalten haben sie auch ihren Namen, mit dem an die Überfälle von Fregatten angeknüpft werden soll. Die Gattung umfasst fünf Arten.

## Merkmale

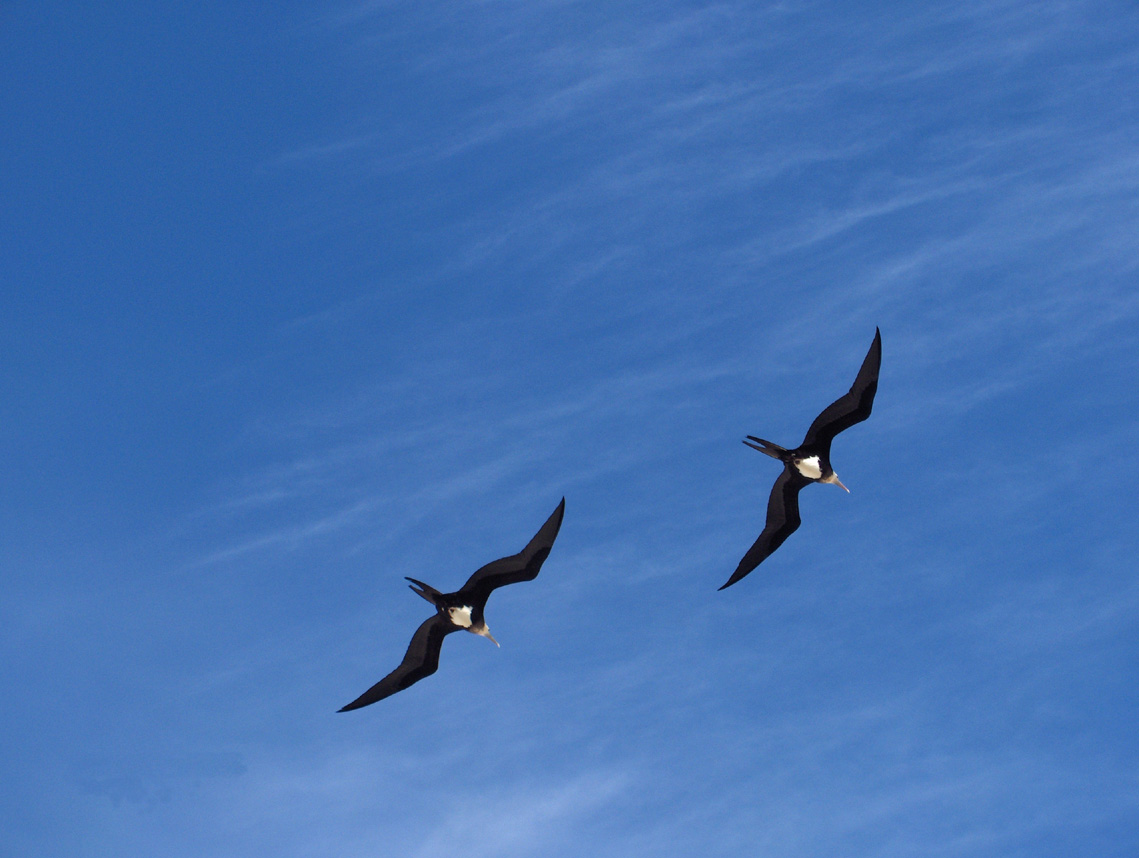
Bindenfregattvögel (Fregata minor): Weibliche Fregattvögel lassen sich an der weißen Unterseite identifizieren.

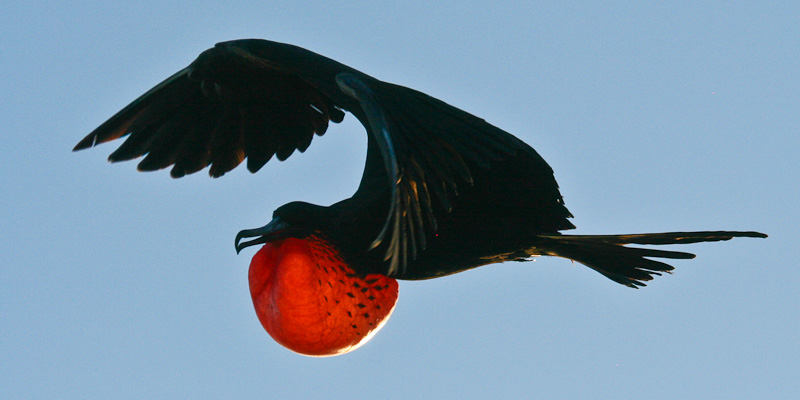
Männlicher Fregattvogel auf Barbuda im Flug

Anders als viele andere Vertreter der Suliformes, die eher an eine schwimmende und tauchende Lebensweise angepasst sind, sind Fregattvögel sehr gute Flieger. Sie haben lange, schmale Flügel, das Flugbild ähnelt einem gestreckten „W“. Die Flügelspannweite liegt zwischen 175 und 244 cm, die Körperlänge beträgt zwischen 71 und 114 cm. Die Knochen sind sehr leicht gebaut und in extremem Maße pneumatisiert (d. h. durch Knochenbälkchen stabilisiert und luftgefüllt), so dass sie nur 5 % des Körpergewichts ausmachen – ein Rekord im Vogelreich. Mit einem Gewicht von 600 bis 1600 g sind sie im Verhältnis zur Körpergröße zudem leichter als jeder andere Vogel. Zum Gewicht trägt mit 15 bis 20 % die kräftige Brustmuskulatur erheblich bei. Die Knochen des Schultergürtels sind miteinander verwachsen, was ebenfalls ein unter Vögeln einmaliges Merkmal ist. Der Oberarmknochen ist relativ kurz, Elle und Speiche dagegen stark verlängert. Durch all diese Merkmale sind Fregattvögel zu wendigen Flugmanövern imstande, die sie bei ihren Attacken auf andere Vögel nutzen. Schon bei geringen Windstärken müssen die Vögel nur noch gleiten und keine aktiven Flügelschläge mehr durchführen; sie können jedoch auch bei Windstille und in Stürmen manövrieren.
Fregattvögel haben einen schlanken Körper und einen kurzen Hals. Der Kopf ist kurz und gerundet. Der Schwanz ist tief gegabelt, was aber meistens nicht sichtbar ist, da die zwölf Schwanzfedern oft zusammengelegt werden, so dass die Gabel geschlossen ist. Bei den Flugmanövern dient der Schwanz als Ruder, so dass er sich bei jeder Richtungsänderung öffnet und schließt.
Die Beine sind stark verkürzt und machen es dem Vogel nahezu unmöglich, zu gehen oder zu schwimmen. Im Fluge sind sie meistens im Gefieder verborgen. Ihr Hauptzweck ist es, Halt beim Sitzen auf einem Ast zu bieten, wofür sie mit starken Krallen versehen sind. Wie bei allen Arten in der Ordnung Suliformes sind alle vier Zehen mit Schwimmhäuten verbunden, doch sind diese stark rückgebildet. Fregattvögel haben eine Bürzeldrüse, die aber rückentwickelt ist; das Sekret zum Einölen des Gefieders wird in so geringen Mengen produziert, dass es kaum geeignet ist, das Gefieder wasserdicht zu halten. Stark reduziert sind auch die Knochen des Beckens, da sie weder zum Laufen noch zum Schwimmen benötigt werden. Wadenbein und Schienbein sind vollständig miteinander verwachsen.

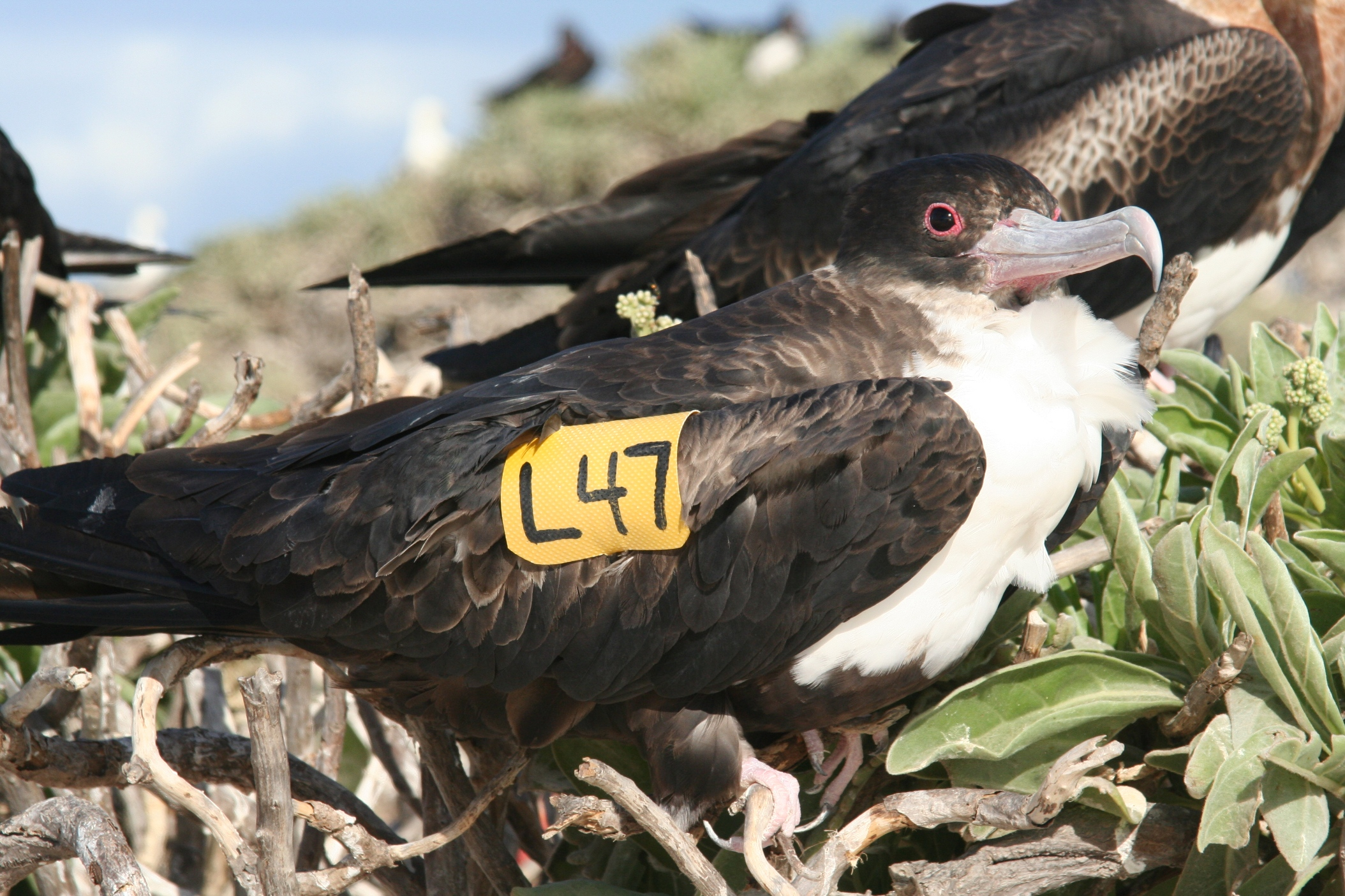
Weiblicher Bindenfregattvogel (mit Markierung)

Der Schnabel ist schlank und kräftig. Er erreicht eine Länge von bis zu 15 cm und endet in einem spitzen Haken, der sowohl beim Festhalten schlüpfriger Beute hilfreich ist als auch beim Attackieren anderer Vögel, wobei er als Waffe genutzt wird.
Fregattvögel zeigen einen sehr auffälligen Geschlechtsdimorphismus. Zunächst sind Weibchen im Schnitt 25 % größer und schwerer als Männchen. Der viel deutlichere Unterschied besteht aber in der Färbung. Nur die Männchen haben einen stark vergrößerten Kehlsack, der zur Brutzeit leuchtend rot gefärbt ist und durch ballonartiges Aufblasen nochmals erheblich anwachsen kann.
Das Gefieder ist bei adulten Männchen fast ausschließlich schwarz gefärbt, nur der männliche Weißbauch-Fregattvogel hat einen weißen Unterbauch. Weibchen haben eine weiße Brust, beim Weißbauch-Fregattvogel umfasst die weiße Färbung somit die gesamte Unterseite. Auch die Füße der Geschlechter sind unterschiedlich gefärbt: braun oder schwarz bei Männchen, weiß oder rot bei Weibchen.

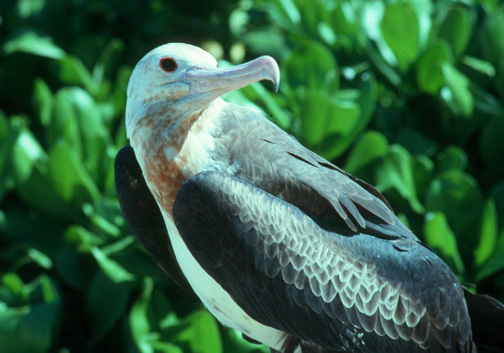
Junge Fregattvögel haben einen weißen Kopf; hier: Bindenfregattvogel

Abweichend vom oben beschriebenen Schema gibt es beim Adlerfregattvogel eine helle und eine dunkle Morphe der Weibchen; die dunkle Morphe zeigt ein braunes Brustband, aber kein Weiß.
Bei eben flüggen Fregattvögeln sind der Kopf und große Teile der Unterseite weiß. Nach vier bis sechs Jahren sind die Vögel ausgefärbt. Das ständig wechselnde Aussehen junger und immaturer Fregattvögel trägt erheblich zu den Schwierigkeiten bei, Fregattvogelarten sicher zu bestimmen.

## Verbreitung und Lebensraum
Fregattvögel sind in Küstennähe und auf dem offenen Meer zu finden, so gut wie niemals aber im Landesinneren. Bevorzugte Brutgebiete sind kleine ozeanische Inseln, nur wenige Kolonien existieren auch an Küsten des Festlands. Ein ideales Bruthabitat sind Mangrovenwälder, die Bäume zum Brüten in unmittelbarer Küstennähe bieten. Auch andere Bäume und Gebüsche werden genutzt, nur bei vollkommenem Fehlen von Vegetation wird auch auf dem Boden gebrütet.
Zwei Arten sind Inselendemiten: Der Adlerfregattvogel brütet ausschließlich auf Ascension, der Weißbauch-Fregattvogel auf der Weihnachtsinsel. Die anderen Arten haben weit größere Verbreitungsgebiete. So brüten Binden- und Arialfregattvogel auf etlichen tropischen Inseln des Pazifischen und Indischen Ozeans, außerdem sind beide Arten auf den Atlantikinseln Trindade und Martim Vaz zu finden. Der Prachtfregattvogel brütet an beiden Küsten in den tropischen Breiten des amerikanischen Doppelkontinents; eine weitere Population auf den Kapverdischen Inseln ist nahezu ausgestorben.

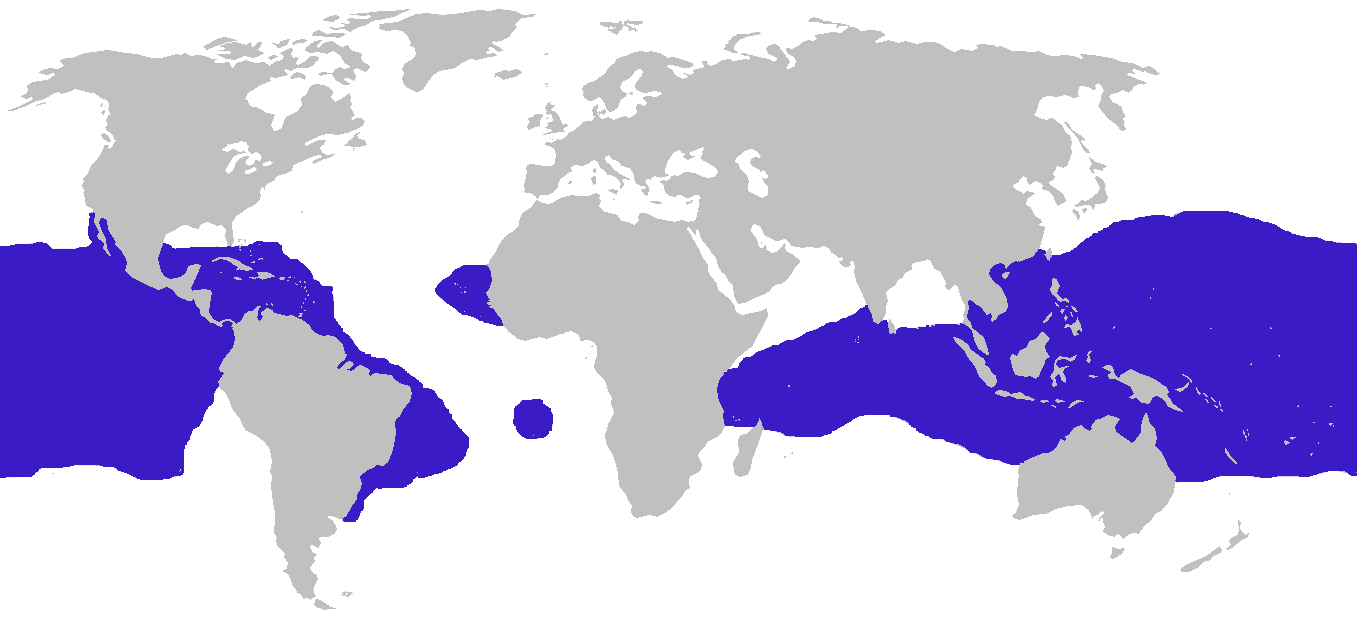
Verbreitung der Fregattvögel

Außerhalb der Brutzeit findet man Fregattvögel über allen tropischen Ozeanen. Extrem selten verfliegen sich Fregattvögel in gemäßigte Zonen; allerdings wurden bereits an den Küsten Schottlands, Irlands und Dänemarks diese seltenen Irrgäste gesichtet.

## Lebensweise

### Aktivität

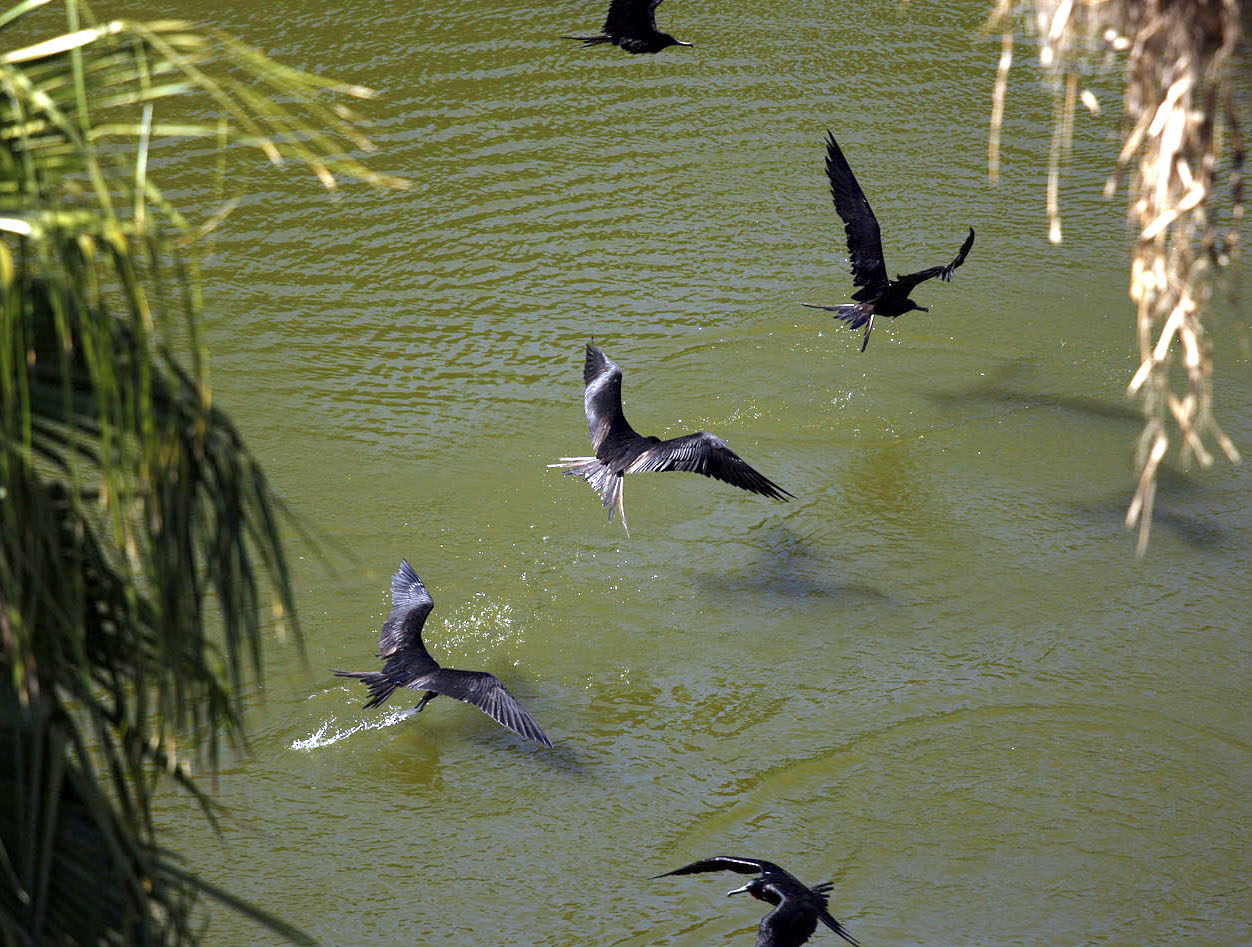
Prachtfregattvögel beim Trinken in einer Oase

Als perfekte Flieger verbringen Fregattvögel die meiste Zeit ihres Lebens in der Luft. Sie können wochenlang in der Luft bleiben, ohne einmal zu landen, schlafen auch währenddessen und können pro Tag Entfernungen bis über 400 km zurücklegen. Dabei nutzen sie die Zirkulationswinde innerhalb von Cumuluswolken, um aufzusteigen, und kommen so bis in Höhen von 1600 bis 4000 Metern. Mit Seitenwinden, die von den Cumuli ausgehen, gleiten sie dann allmählich wieder herab und legen so Strecken bis zu 60 km zurück.
Im Flug schlafen sie nicht länger als 6 Minuten am Stück, ruhend an Land jedoch mehr als 12 Stunden pro Tag. Schlafen sie im kreisenden Flug, verwenden sie nur das in Richtung der Kurvenbiegung liegende Auge.
In Ruhephasen sitzen sie oft mit ausgebreiteten Flügeln auf Bäumen oder Schiffsmasten, die Unterseite der Flügel nach oben gerichtet. Diese Pose, oft irreführend als „Sonnenbaden“ bezeichnet, wurde unterschiedlich gedeutet. Die beiden meistverbreiteten Theorien sind zum einen, dass durch diese Haltung Wärme durch Konvektion an die Umgebung abgegeben wird, die Pose also dem Temperaturhaushalt dient, und zum anderen, dass sich verbogene Schwungfedern wieder in eine ideale Position begeben.
Fregattvögel sind gesellig. Sie brüten in Kolonien, und außerhalb der Brutzeit sieht man sie in Gruppen fliegen oder ruhen. Oft findet man sie mit Tölpeln oder Kormoranen vergesellschaftet.

### Ernährung
Bekannt wurden Fregattvögel für ihre Überfälle auf andere Vögel, um ihnen die Beute abzujagen. Dies ist jedoch nicht ihre einzige Ernährungsweise. Tatsächlich wird der Großteil der Nahrung selbst erjagt. Dabei ist stets typisch, dass – etwas ungewöhnlich für einen Seevogel – Berührung mit dem Wasser nach Möglichkeit vermieden wird. Drei wichtige Ernährungsweisen sind zu unterscheiden: die Jagd auf Meerestiere, das Plündern von Vogelnestern und der Kleptoparasitismus.

#### Jagd auf Meerestiere

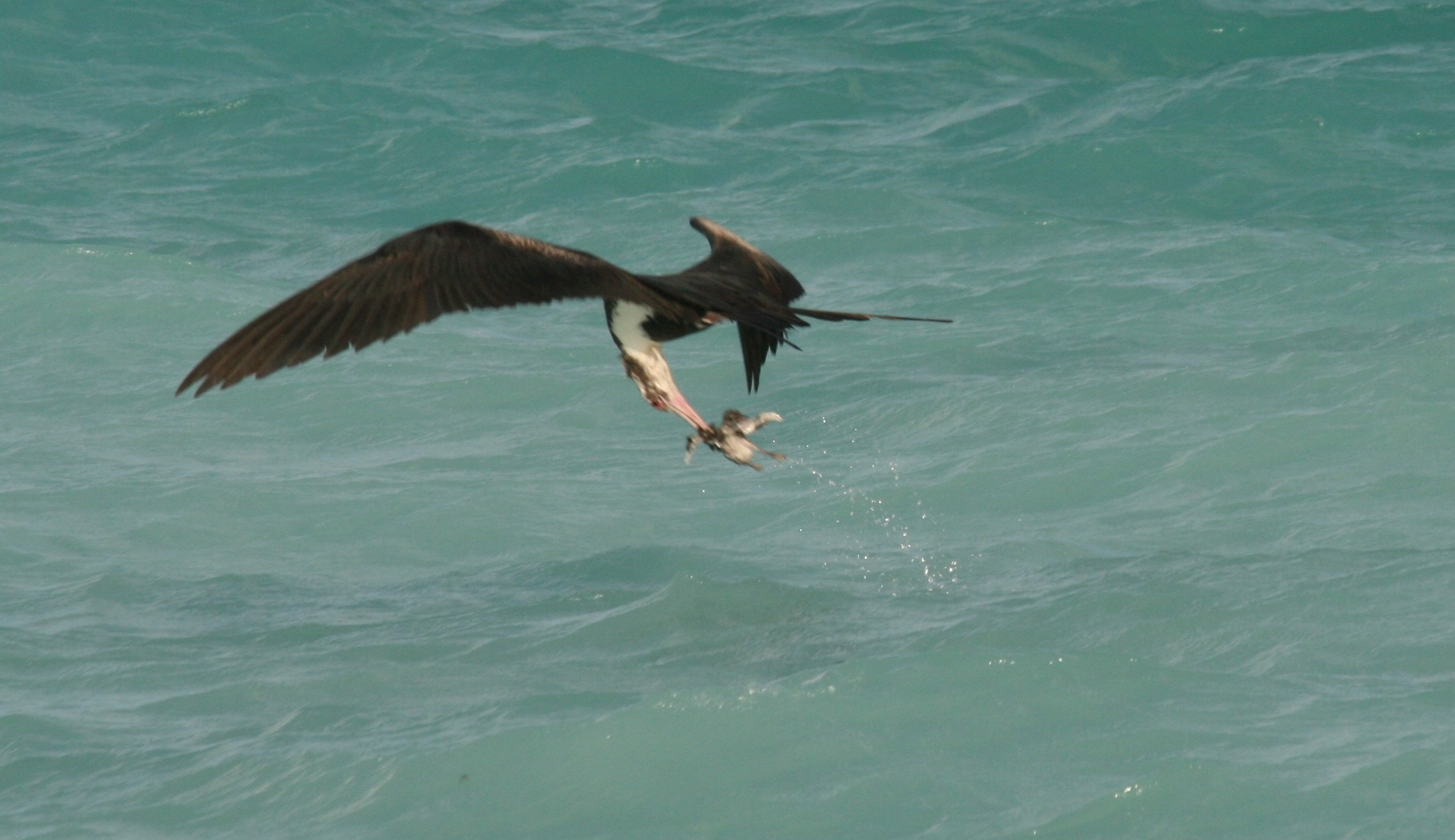
Fregattvögel ergreifen ihre Beute fast ohne Berührung mit dem Wasser; hier eine junge Seeschwalbe, die von einem anderen Fregattvogel fallengelassen wurde

Bei allen Fregattvögeln machen Fliegende Fische die Hauptbeute aus, da sie in der Luft erbeutet werden können. Gleiches gilt für die Kalmare der Familie Ommastrephidae, die auch als „Fliegende Kalmare“ bezeichnet werden. Ansonsten suchen Fregattvögel nach Fischen oder Kopffüßern, die so oberflächennah schwimmen, dass es nicht nötig ist, mehr als den Schnabel oder den Kopf einzutauchen. Selten kommt es dennoch vor, dass ein Fregattvogel bei der Verfolgung seiner Beute doch zur Gänze ins Wasser eintaucht – anders als manchmal behauptet, kann er danach problemlos abheben und seinen Flug fortsetzen.
Bei der Jagd folgen Fregattvögel oft Thunfischschwärmen oder Delfinschulen. Viele Fische versuchen, vor diesen Räubern zu fliehen, indem sie weite Sprünge über der Wasseroberfläche vollführen. So stellen sie eine leichte Beute für die über dem Meeresspiegel wartenden Fregattvögel dar.
Neben Fischen und Kopffüßern stellen auch Quallen, Krebstiere und junge Meeresschildkröten Beutetiere der Fregattvögel dar. Die letzteren beiden werden auch auf dem Strand erbeutet. All diese Beute wird sofort an Ort und Stelle verspeist, und die Jagd wird unmittelbar fortgesetzt.

#### Plündern von Vogelnestern

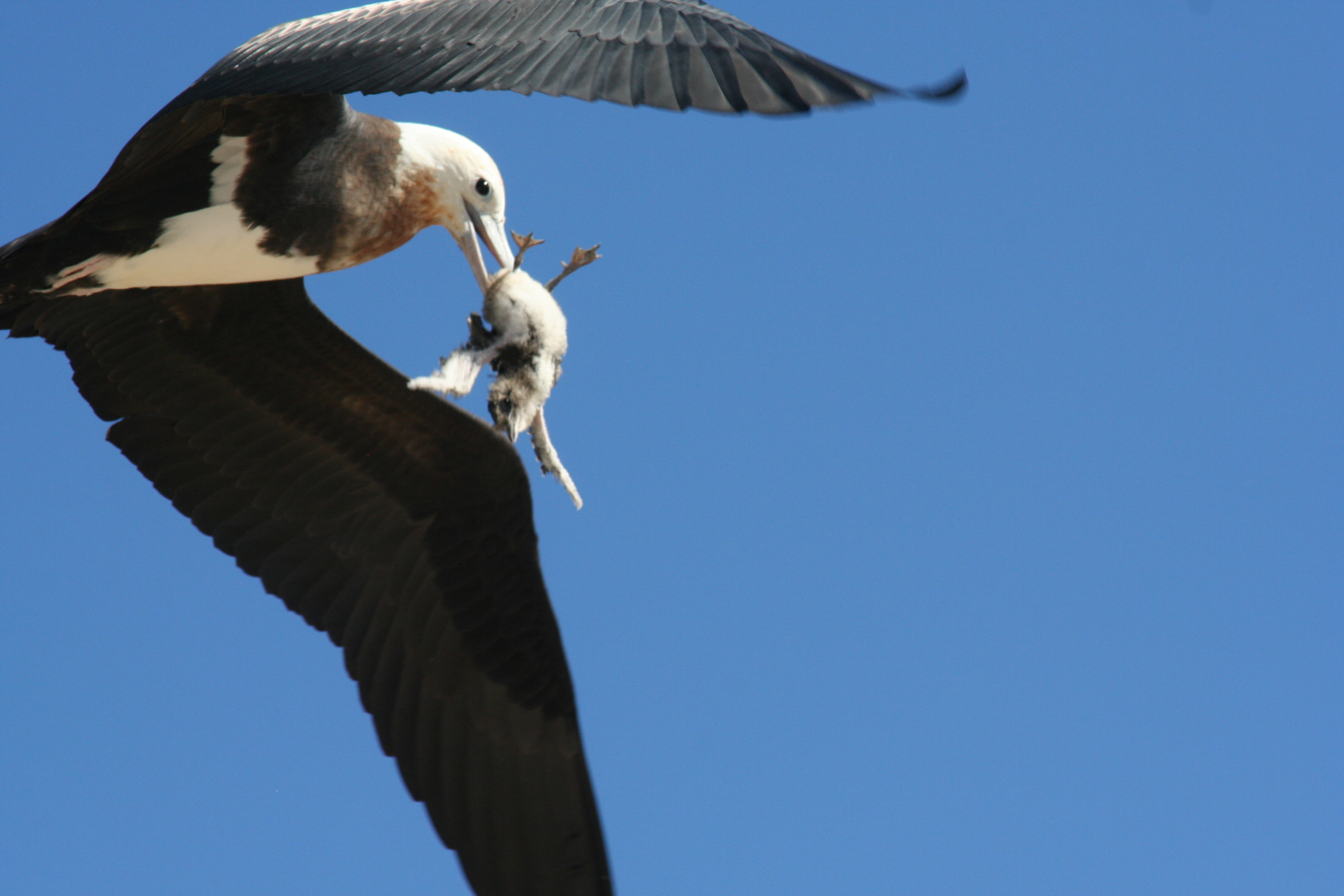
Bindenfregattvogel im Jugendkleid mit erbeuteter junger Rußseeschwalbe

Auch Eier und Jungvögel anderer Seevögel werden meistens aus der Luft erbeutet. Nur selten landet ein Fregattvogel, um sie zu fressen. Zu den bevorzugten Opfern dieser Jagd gehören Tölpel, Seeschwalben, Sturmschwalben und Sturmvögel. Sehr selten werden sogar Nester anderer Fregattvögel überfallen.
Auf der Weihnachtsinsel wurde detailliert untersucht, welche Auswirkungen das bruträuberische Verhalten der Fregattvögel auf die dort lebenden Kolonien der Rußseeschwalbe hat. Diese verlieren in jedem Jahr Millionen von Eiern und Jungen durch die Attacken von Fregattvögeln. In den Jahren 1967 und 1983 gingen die Angriffe sogar so weit, dass keine einzige Brut der Seeschwalben erfolgreich war.

#### Kleptoparasitismus
Neben Raubmöwen sind Fregattvögel die bekanntesten Beispiele im Vogelreich für Kleptoparasitismus (auch als "Piraterie" bezeichnet). Ihre Angriffe auf andere Vögel brachten ihnen ihren Namen ein, da sie mit den Überfällen der Fregatten von Piraten verglichen wurden. Im Englischen tragen sie neben dem Namen frigatebird auch die Bezeichnung man-o’-war Bird. (Ein Man o’ war war ein Kriegsschiff unter Segeln, zum Beispiel eine Galeone oder ein Linienschiff.)
Am häufigsten werden Tölpel von Fregattvögeln attackiert. Daneben hat man Angriffe auf Seeschwalben, Sturmschwalben, Sturmvögel, Tropikvögel, Kormorane, Pelikane, Möwen und sogar Fischadler beobachtet. Um andere Vögel zu überfallen, brauchen sich Fregattvögel nicht weit von der Kolonie zu entfernen. Zwar folgen sie manchmal Seevögeln auf das Meer und attackieren sie im Moment des Auftauchens, oft aber werden sie beim Rückflug abgefangen oder sogar am Nest während der Fütterung der Jungen.
Mit ihren wendigen Flugmanövern sind die Fregattvögel dem Opfer stets überlegen. Sie stoßen auf den Vogel hinab und schnappen nach seinem Schwanz und seinen Flügeln. Oft bringen diese Aktionen den Vogel aus dem Gleichgewicht, und er lässt seine Beute fallen. Die Fregattvögel stürzen sich hiernach sofort auf die Beute und brechen den Angriff ab. Lässt ein attackierter Vogel nicht von seiner Beute ab, wird er mit Schnabelhieben attackiert, was manchmal zu schweren Verletzungen führen kann.
Mehrere Untersuchungen über das kleptoparasitische Verhalten wurden durchgeführt. Hieraus ergibt sich, dass etwa 5 % der Nahrung durch Überfälle auf andere Vögel erbeutet wird, Fregattvögel also 95 % ihrer Nahrung durch eigenständige Jagd gewinnen. Trotzdem ist der Kleptoparasitismus die bekannteste Ernährungsweise der Fregattvögel, da er ausgesprochen spektakulär ist. Zudem ist Kleptoparasitismus in manchen Regionen bedeutender als in anderen. In den meisten Fällen sind es vor allem die größeren und schwereren Weibchen, die solche Angriffe durchführen, während Männchen selten bis gar nicht Kleptoparasitismus betreiben. So wurden auf Isla Isabel vor der Küste von Nayarit Überfälle von Fregattvögeln auf Blaufußtölpel beobachtet und dabei festgestellt, dass 1553 Angriffe von Weibchen und nur acht von Männchen durchgeführt wurden. Zahlreiche andere Studien kamen zu vergleichbaren Ergebnissen, jedoch nicht alle. So sind es auf den Galapagosinseln gerade die Männchen, die besonders oft anderen Vögeln die Beute abjagen.

### Fortpflanzung

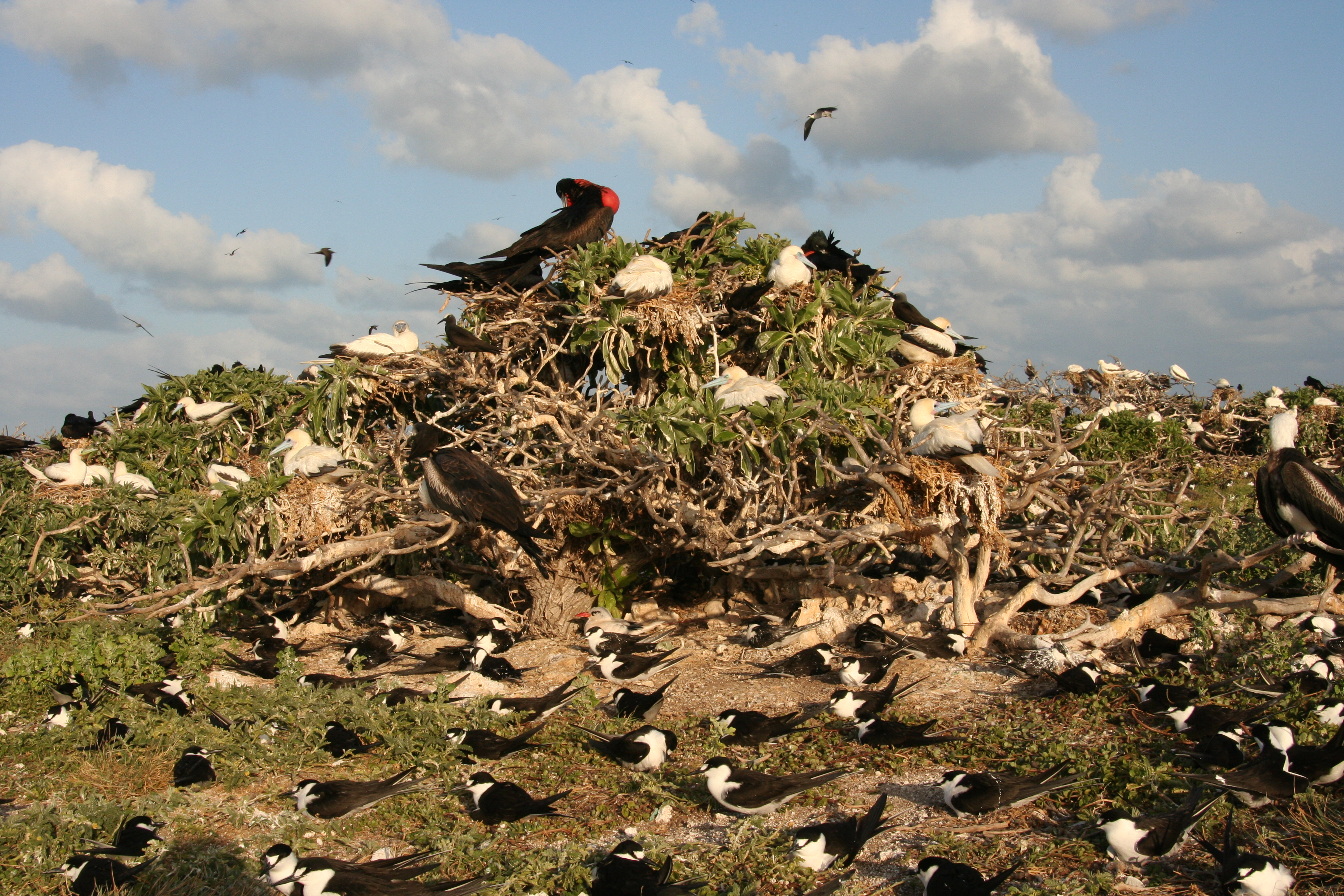
Bindenfregattvogelnest, inmitten einer Kolonie von Rotfußtölpeln und Rußseeschwalben

Fregattvögel sind Koloniebrüter. Die Brutkolonien können aus einigen tausend Tieren bestehen. Innerhalb der Kolonien finden sich jeweils sieben bis dreißig Paare zu besonders eng beieinander brütenden Gruppen zusammen. Oft sind die Kolonien mit anderen Seevögeln vergesellschaftet. Diese Nachbarschaft bringt nur den Fregattvögeln Nutzen: Sie suchen die Nähe der Arten, die sie auf dem Meer und auf der Rückkehr zum Nest überfallen. Als tropische Vögel sind Fregattvögel in der Regel an keine bestimmte Brutzeit gebunden. So gibt es auf Galapagos zu jeder Zeit des Jahres brütende Fregattvögel. Regional kann es aber feste Zeiten geben. So beginnen die Fregattvögel auf Little Cayman mit der Brut einen Monat nach den Rotfußtölpeln, die so als potenzielle Opfer verfügbar sind.
Die Balz ist spektakulär. Männliche Fregattvögel finden sich an den Küsten in kleinen Gruppen zusammen und werben gemeinsam. Dabei legen sie den Kopf in den Nacken und blähen ihren scharlachroten Kehlsack auf. Zugleich breiten sie die Flügel aus und präsentieren deren silbrigweiße Unterseiten. Ist ein Weibchen in der Nähe, beginnt das Männchen mit zitternden Kopfbewegungen und stößt trommelnde und schnarrende Geräusche aus. Dies und die weithin sichtbare rote Farbe lockt das Weibchen an, das sich für einen Partner entscheidet.

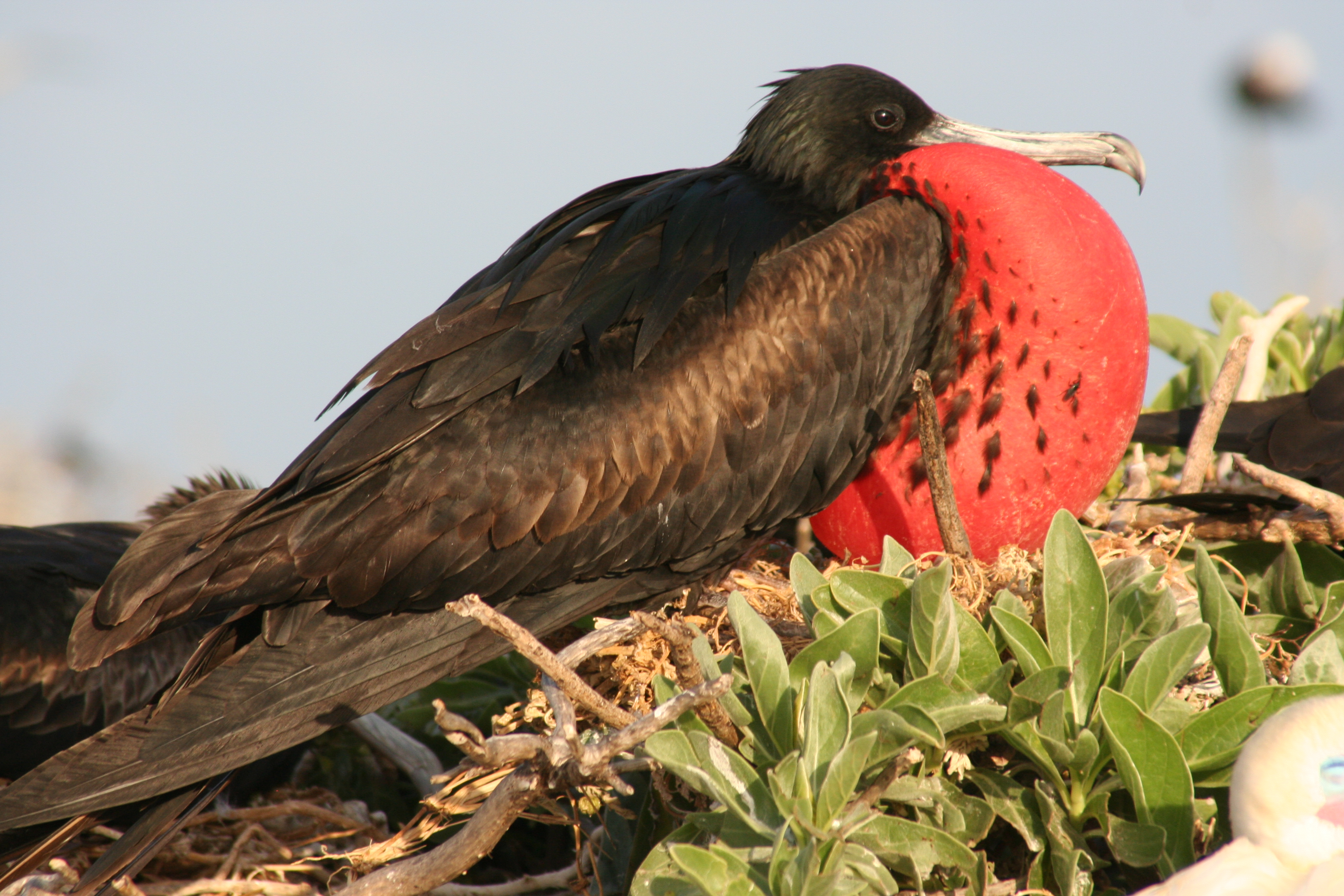
Männlicher Bindenfregattvogel mit aufgeblähtem Kehlsack

Das Nest wird bevorzugt in hohen Bäumen errichtet, bei deren Fehlen auch in Sträuchern, und an vegetationslosen Küsten selbst auf dem Boden. Entsprechend ist die Suche nach Nistmaterial unterschiedlich aufwändig. Auf eher kahlen Inseln müssen die Vögel dafür weite Strecken fliegen und mitunter ihre Insel verlassen. Oft versuchen die Fregattvögel einer Kolonie, sich gegenseitig Nistmaterial zu stehlen. Für gewöhnlich geht das Männchen auf die Suche nach Nistmaterial, während das Weibchen die Brutstätte gegen Nesträuber verteidigt. Zweige, Gräser und Algen dienen als Nistmaterial. Ist nichts verfügbar, wird auf den Bau eines Nestes verzichtet und stattdessen eine Kuhle in den Boden gekratzt; dies ist auf Ascension die Regel. Während des Nestbaus findet die Begattung statt. Die Umgebung des Nistplatzes wird nun zum Revier, das gegen Eindringlinge verteidigt wird. Dabei stoßen die ansonsten eher schweigsamen Fregattvögel schreiende Laute aus, die kilometerweit zu hören sind. Zu Kämpfen kommt es allerdings so gut wie nie.

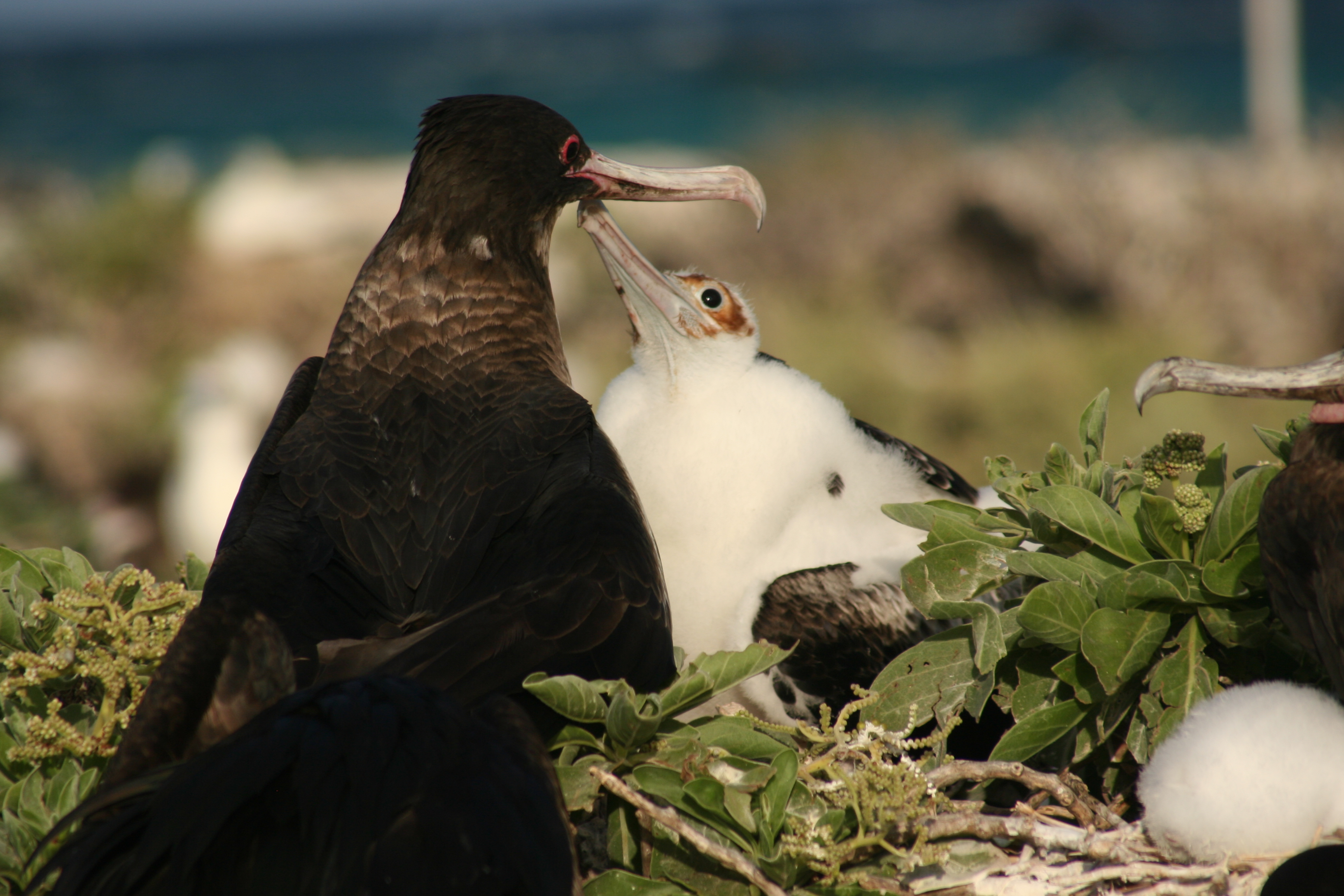
Nestjunger Bindenfregattvogel beim Betteln

Nur ein Ei wird gelegt. Zwar wurden auf Hawaii zweimal Gelege aus jeweils zwei Eiern beobachtet, doch dies sind extrem seltene Ausnahmen. Beide Partner brüten und lösen alle ein bis vier Tage einander ab. Währenddessen begibt sich der andere Partner auf Nahrungssuche. Das Junge schlüpft nach 40 bis 55 Tagen. Es ist zunächst nackt, entwickelt aber bereits in den ersten Tagen ein Daunenkleid. Nach wenigen Tagen lernt es, seinen Schnabel in den Schnabel oder den Kehlsack des Elternvogels zu stecken, was diesen dazu veranlasst, Futter hervorzuwürgen. Während des ersten Monats wird das Junge stets von einem Elternteil bewacht, danach immer öfter allein gelassen. Das Wachstum geht extrem langsam vonstatten. So dauert es viereinhalb bis sieben Monate, bis das Junge flugfähig ist. Auch hiernach sorgen die Elternvögel für das Junge, und zwar für neun bis zwölf, ausnahmsweise sogar achtzehn weitere Monate. Eine ähnlich lang währende Brutfürsorge gibt es bei Vögeln ansonsten nur noch beim Graufußtölpel. Es kommt vor, dass es den Eltern nicht gelingt, in einer derart langen Zeit genug Nahrung für sich selbst und ein fast ausgewachsenes Junges zu beschaffen, so dass es selbst nach mehreren Monaten noch eine hohe Sterblichkeit der Jungen gibt. Beim Prachtfregattvogel wird dies noch dadurch erschwert, dass sich das Männchen in den letzten Monaten nicht mehr an der Fürsorge für das Junge beteiligt. Es wird geschätzt, dass nur 25 % der Bruten erfolgreich sind.
Die aufwändige Brut kann für gewöhnlich nur alle zwei Jahre stattfinden. Oft sind die Abstände noch größer. Auf Barbuda wurde allerdings festgestellt, dass dort die Männchen jährlich und die Weibchen zweijährlich brüten. Auch bei anderen Arten scheint dies so zu sein, jedoch nicht überall. Fregattvögel suchen für jede Brut neue Partner.
Die geschätzte durchschnittliche Lebenserwartung beträgt 25 Jahre. Ein beringter Bindenfregattvogel wurde wenigstens 34 Jahre alt.

## Feinde, Todesursachen und Parasiten
Abgesehen vom Menschen haben Fregattvögel nur wenige natürliche Feinde. Es ist anzunehmen, dass sie gelegentlich räuberischen Meeresfischen wie Haien zum Opfer fallen, was aber nur sehr selten beobachtet wurde. Besonders gefährdet sind Jungvögel, die oft durch Verhungern sterben, manchmal auch durch ältere Artgenossen oder durch die wenigen Fressfeinde. Zu letzteren gehört zum Beispiel die Sumpfohreule auf Galapagos, die allein gelassene junge Fregattvögel erbeutet.
Als Ektoparasiten werden oft Lausfliegen und Federmilben festgestellt. Auf Hawaii wurde festgestellt, dass dort die Hälfte der Jungvögel, ein Drittel der adulten Männchen und ein Fünftel der Weibchen von Haemoproteus iwa, einem einzelligen Endoparasiten aus der Familie der Plasmodien befallen sind. Allerdings konnte nicht festgestellt werden, dass dieser Parasit seinem Wirt in irgendeiner Weise schadet.

## Stammesgeschichte
Fregattvögel sind eine sehr alte Vogelgruppe. Dies wurde 1977 deutlich, als in Wyoming das nahezu vollständige Skelett eines Fregattvogels aus dem Eozän gefunden wurde. Die Art wurde Limnofregata azygosternon genannt. Eine weitere, größere und langschnäbligere Art derselben Epoche wurde erst kürzlich nachgewiesen und als Limnofregata hasegawai benannt. Außer diesen sehr alten Fossilien sind nur sehr junge Überreste der rezenten Arten aus dem Pleistozän bekannt, so dass eine sehr große Lücke ohne Fossilbelege klafft.
Die Limnofregata-Fregattvögel des Eozäns waren von heutigen Fregattvögeln offenbar recht verschieden. Sie hatten längere Zehen, die einen Ruderfuß bildeten, der mutmaßlich für eine schwimmende und tauchende Lebensweise geeigneter war als für die dauerfliegende heutiger Fregattvögel. Auch dass der heute so bezeichnende Sexualdimorphismus schon bestanden hat, wird als unwahrscheinlich angesehen.

## Systematik

### Äußere Systematik

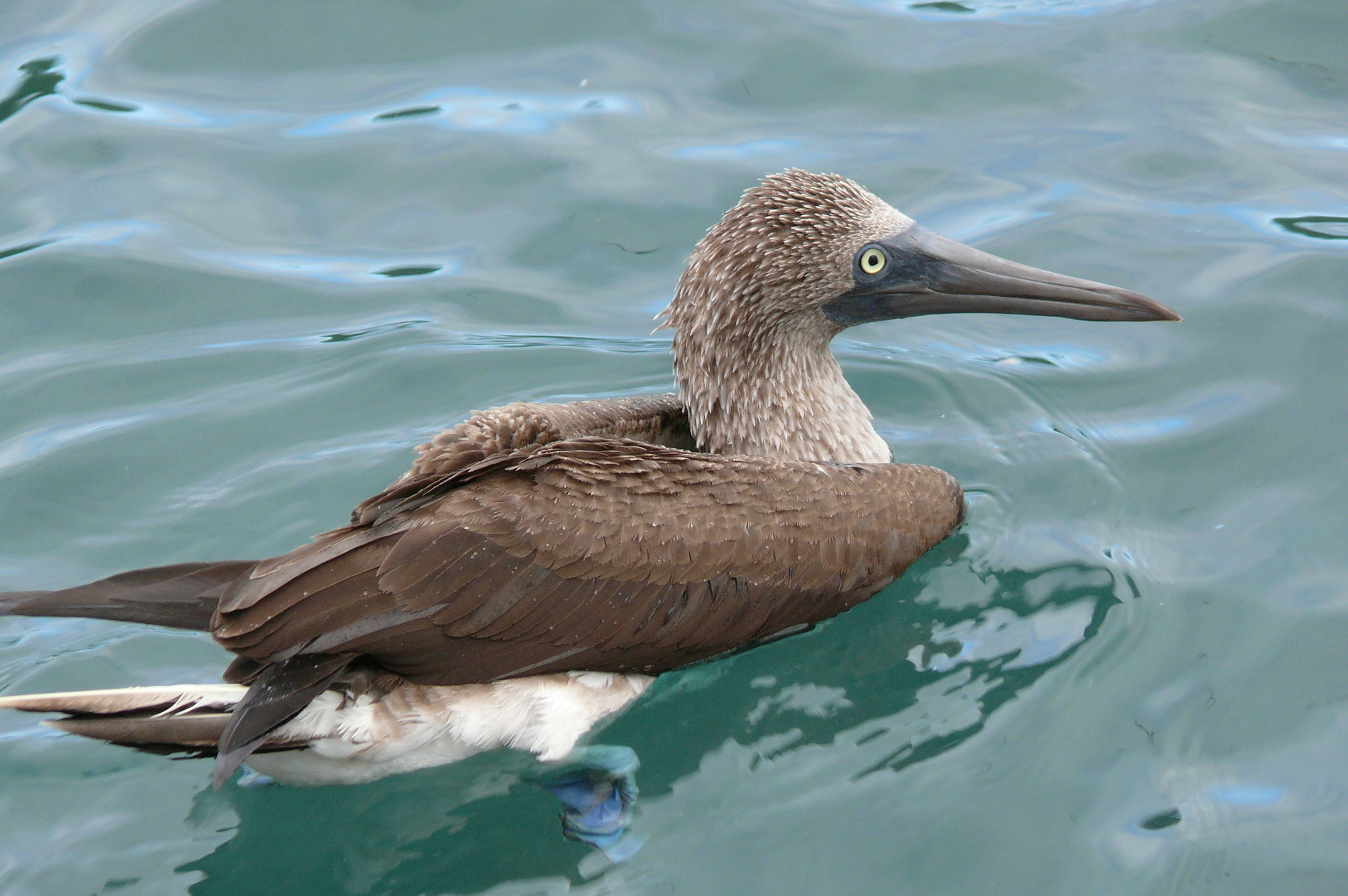
Ob Tölpel wirklich Verwandte der Fregattvögel sind, war lange umstritten; hier: Blaufußtölpel

Traditionell wurden Fregattvögel in die alte Ordnung der Ruderfüßer gestellt, weil sie mit diesen das Merkmal von vier mit Schwimmhäuten verbundenen Zehen teilen. Zu den Ruderfüßern gehörten auch die Tölpel, Kormorane und Schlangenhalsvögel, die auch nach neuestem Stand ein monophyletisches Taxon bilden. Immer wieder wurde allerdings die Zugehörigkeit der Fregattvögel angezweifelt.
Schon 1888 meinte Shufeldt, Fregattvögel seien wahrscheinlich Verwandte der Röhrennasen. Auch die DNA-Hybridisierungen von Hedges und Sibley ergaben, dass Fregattvögel den Taxa der Röhrennasen, Seetaucher und Pinguine allesamt näher stehen als den Ruderfüßern. Auch die Federlinge (auf Vögeln parasitierende Kieferläuse) der Fregattvögel sind mit denen der Röhrennasen verwandt, was ein weiterer Hinweis sein kann.
Die Ergebnisse sind allerdings nicht einheitlich. So nahm Mikhailov 1995 eine elektronenmikroskopische Untersuchung der Eierschalenstruktur vor. Seine Feststellung war, dass diese bei Fregattvögeln und den übrigen Ruderfüßern nahezu identisch sei.
Neuere Untersuchungen bestätigen eine Verwandtschaft der Fregattvögel mit den Tölpeln, den Schlangenhalsvögeln und den Kormoranen.
Die wahrscheinlichen verwandtschaftlichen Verhältnisse gibt folgendes Kladogramm wieder:
|  | Tölpel (Sulidae)                                                                                  |
|  |                                                                                                   |
|  | \| \| Schlangenhalsvögel (Anhingidae) \| \| \| \| \| \| Kormorane (Phalacrocoracidae) \| \| \| \| |
|  |                                                                                                   |
|  | Schlangenhalsvögel (Anhingidae)                                                                   |
|  |                                                                                                   |
|  | Kormorane (Phalacrocoracidae)                                                                     |
|  |                                                                                                   |

|  | Schlangenhalsvögel (Anhingidae) |
|  |                                 |
|  | Kormorane (Phalacrocoracidae)   |
|  |                                 |

|  | Tölpel (Sulidae)                                                                                  |
|  |                                                                                                   |
|  | \| \| Schlangenhalsvögel (Anhingidae) \| \| \| \| \| \| Kormorane (Phalacrocoracidae) \| \| \| \| |
|  |                                                                                                   |
|  | Schlangenhalsvögel (Anhingidae)                                                                   |
|  |                                                                                                   |
|  | Kormorane (Phalacrocoracidae)                                                                     |
|  |                                                                                                   |

|  | Schlangenhalsvögel (Anhingidae) |
|  |                                 |
|  | Kormorane (Phalacrocoracidae)   |
|  |                                 |

### Innere Systematik
Fregattvögel wurden zunächst mit Pelikanen in der Gattung Pelecanus geführt. Gmelin nannte den Fregattvogel (eine Aufteilung der Fregattvögel in einzelne Arten war noch nicht üblich) Pelecanus minor, den kleinen Pelikan. Aus diesem Grunde trägt der Bindenfregattvogel noch heute das Artepithet minor. Die Gattung Fregata wurde 1799 von Lacépède aufgestellt.
Als erste Art wurde der Arielfregattvogel als eigene Art erkannt und 1845 von Gray sogar in eine eigene Gattung Atagen gestellt. Die vier größeren Arten sind in der Gefiederfärbung so ähnlich, dass sie lange nicht als verschieden erkannt wurden. Die Benennung der heute üblichen Arten erfolgte 1914 durch Gregory Mathews, obwohl er Pracht- und Bindenfregattvogel noch als Unterarten einer Art ansah. Heute werden allgemein fünf Arten anerkannt:
- Adlerfregattvogel, F. aquila
- Weißbauch-Fregattvogel, F. andrewsi
- Prachtfregattvogel, F. magnificens
- Bindenfregattvogel, F. minor
- Arielfregattvogel, F. ariel

Viele Arten sind einander sehr ähnlich. So gilt es beispielsweise als unmöglich, Männchen des Adler- und Prachtfregattvogels voneinander zu unterscheiden. Es wird davon ausgegangen, dass die Speziation der Gattung Fregata erst vor 1,5 Millionen Jahren begann; dies erklärt die geringen Abweichungen. Alle Arten wurden dennoch als monophyletisch bestätigt; ihre Verwandtschaft untereinander verhält sich wie im folgenden Kladogramm dargestellt:
|  | Weißbauch-Fregattvogel |
|  |                        |
|  | Bindenfregattvogel     |
|  |                        |

|  | Adlerfregattvogel  |
|  |                    |
|  | Prachtfregattvogel |
|  |                    |

|  | Weißbauch-Fregattvogel |
|  |                        |
|  | Bindenfregattvogel     |
|  |                        |

|  | Adlerfregattvogel  |
|  |                    |
|  | Prachtfregattvogel |
|  |                    |

|  | Weißbauch-Fregattvogel |
|  |                        |
|  | Bindenfregattvogel     |
|  |                        |

|  | Adlerfregattvogel  |
|  |                    |
|  | Prachtfregattvogel |
|  |                    |

|  | Weißbauch-Fregattvogel |
|  |                        |
|  | Bindenfregattvogel     |
|  |                        |

|  | Adlerfregattvogel  |
|  |                    |
|  | Prachtfregattvogel |
|  |                    |

## Menschen und Fregattvögel

### Wechselbeziehungen
Fregattvögel scheuen die Nähe von Menschen nicht. Regelmäßig folgen sie Fischerbooten und schnappen sich die als wertlos wieder über Bord geworfenen Fische. In manchen Gegenden stehlen sie Fische aus Netzen und Booten. So haben die Prachtfregattvögel nahe der ecuadorianischen Hafenstadt Playas gelernt, Fischer in dem Moment zu attackieren, wenn sie ihren Fang von den Booten in den Hafen bringen. Obwohl sich die Fischer mit Knüppeln bewaffnen, haben die Vögel dabei immer wieder Erfolg.
Die älteste erhaltene Beschreibung eines Fregattvogels stammt von Christoph Kolumbus. Am 29. September 1492 notierte er in sein Logbuch: Vieron un ave que se llama rabiforcado, que haze vomitar a los alcatraces lo que comen para comerlo ella y no se mantiene de otra cosa. Es ave de la mar, pero no posa en la mar ni se aparta de tierra 20 leguas. Hay d'estas muchas en las islas de Cabo Verde. („Sie sahen einen Fregattvogel, der die Tölpel zum Auswürgen ihrer Beute zwingt, um diese dann selbst zu fressen, und er frisst niemals etwas anderes. Es ist ein Seevogel, niemals aber landet er auf dem Wasser oder entfernt sich weiter als 20 Leguas von der Küste. Auf den Kapverdischen Inseln gibt es seiner viele.“) Kolumbus sah den Vogel als Anzeichen, dass das Festland nicht weit entfernt sein könnte, und belegte es mit der falschen Annahme, dass sich Fregattvögel niemals weit von der Küste entfernten. Während er hier aber falschlag, wusste er offensichtlich über das kleptoparasitische Verhalten bereits Bescheid. Zudem geht aus seinem Bericht hervor, dass der Prachtfregattvogel auf den Kapverden einst häufig gewesen sein soll.
Gelegentlich werden Fregattvögel gegessen. Bis ins 20. Jahrhundert hinein war es auf Aldabra üblich, jährlich einige tausend Fregattvögel zu töten und zu essen. Auch die indigene Bevölkerung der Antillen hat früher Fregattvögel zur Bereicherung des Speiseplans gegessen.
In Polynesien ist es mancherorts üblich, junge Fregattvögel aufzuziehen, die dann zahm werden und in menschlicher Obhut bleiben. Wie Brieftauben können sie zur Nachrichtenübermittlung eingesetzt werden.
Der US-amerikanische Dichter Walt Whitman schrieb ein bewunderndes Gedicht über Fregattvögel, das er To the Man-of-War Bird nannte.

### Bedrohung und Schutz
Als vom Aussterben bedroht listet die IUCN momentan den Weißbauch-Fregattvogel, der auf der Weihnachtsinsel endemisch ist. Jahrzehntelang nahm der Bestand durch den Phosphatabbau ab, für den ein Drittel der Bäume der Insel gefällt wurde; zudem aßen die Arbeiter Eier und Junge der Fregattvögel. Nachdem die australische Regierung Schutzmaßnahmen erließ, erholten sich die Bestände wieder, erleben aber seit den 1990ern einen neuen dramatischen Rückgang, der vor allem durch die Gelbe Spinnerameise verursacht ist. Die Kolonien dieser Ameise sind in der Lage, junge Fregattvögel zu töten.
Als gefährdet wird der Adlerfregattvogel geführt. Nachdem er 2000 von vom Aussterben bedroht in den Status gefährdet zurückgestuft wurde, wird momentan eine erneute Einstufung als vom Aussterben bedroht diskutiert, da die Bestandszahlen in den letzten Jahren wieder dramatisch abnahmen. Diese Art wurde auf Ascension durch von Siedlern eingeschleppte Hauskatzen, die die Jungen fraßen, so weit dezimiert, dass Bruten schließlich nur noch auf dem vorgelagerten Felseneiland Boatswain Bird Island stattfanden. Der neuerliche Rückgang könnte mit der Überfischung zusammenhängen, die den Vögeln die Nahrungsgrundlage entzieht.
In diesen beiden Beispielen sind bereits alle wichtigen Gründe genannt, durch die rund um den Globus Fregattvögel seltener werden: Habitatzerstörung, Jagd, Einschleppung von Landsäugetieren auf zuvor säugetierfreien Inseln und Überfischung. Dennoch sind Pracht-, Binden- und Arielfregattvogel global nicht bedroht. Wegen ihrer großen Verbreitungsgebiete zählen sie jeweils mehrere hunderttausend Individuen. Allerdings sind all diese Arten regional bedroht: der Prachtfregattvogel ist auf den Kapverden beinahe ausgestorben (planmäßige Bejagung durch Fischer), der Bindenfregattvogel auf Martim Vaz (Schießübungen der brasilianischen Marine) und der Arielfregattvogel auf Trindade (Katzen), um nur einige Beispiele zu nennen.

## Wissenswertes
- Die Vereinigten Staaten benannten den Kernwaffentest Frigate Bird nach den Fregattvögeln.